# Estadio Górnik Łęczna
El Estadio Górnik Łęczna (en polaco: Stadion Górnika Łęczna), es un estadio de fútbol ubicado en Łęczna, Polonia. Era el estadio donde el Górnik Łęczna juega sus partidos como local. Actualmente es utilizado como campo de entrenamiento y estadio donde juega como local la sección femenina del Górnik Łęczna.

## Instalaciones
El estadio tiene 7.226 asientos, aunque incorpora 378 más fuera del campo, aumentando la capacidad a 7.604. Tan solo los bancos A y C están techados. Los espectadores de las tribunas B y D están al aire libre. En el extremo sur hay anexa una sala que funciona como gimnasio y lugar de entrenamiento de los jugadores.
Los asientos son de plástico con los colores amarillo y verde, los colores oficiales del equipo. Con tranquilidad encuentran su lugar en el extremo sur de la tribuna C. En el centro de la fila A se encuentra la zona VIP y el palco de prensa. 
La nueva iluminación de 1.410 lux se utilizó por primera vez el 24 de septiembre de 2003 en un amistoso contra el Lewart Lubartów. Desde 2005, el césped tiene un sistema de calefacción de suelo.